# Renault Mégane F1 Team R26
De Renault Mégane F1 Team R26 is de topversie van de Renault Mégane gemaakt door de Franse automobielconstructeur Renault. De auto werd gelanceerd om hun wereldtitel bij de constructeurs in de F1 te vieren. Het model staat qua sportiviteit nog boven de Renault Mégane RS.

## Visueel
De Mégane F1 Team R26 is optioneel verkrijgbaar in Sirius Yellow, er is grijze en witte striping over de gehele auto en de auto heeft 18" velgen in dezelfde kleur als de spiegels. De remklauwen hebben een rode kleur.

## Motor
Renault verbeterde de 2.0 met turbo, die nu 230 pk bij 5.500 tpm levert. Ook het koppel steeg, naar 310 Nm bij 3.000 tpm. Hierdoor is het mogelijk van stilstand naar 100 km/h op te trekken in 6,5 seconden.

## Techniek
De Mégane F1 Team R26 is voorzien van een limited slip differential, voor verhoogde grip en meer snelheid in de bochten. De elektronische stuurbekrachtiging werd aangepast en de auto kreeg grotere remschrijven (van Brembo). De auto staat standaard op Michelin Pilot Sport 2 tyres (235 / 40 R18).